# 愛德華多·戈爾達尼加
愛德華多·戈爾達尼加（義大利語：Edoardo Goldaniga；1993年11月2日—）是一位意大利足球運動員，在場上的位置是中堅。現效力於意甲球隊科木。他也代表意大利各級青年國家隊參加賽事。

## 外部連結
- Soccerway資料庫：愛德華多·戈爾達尼加